# Mamiko Noto
Mamiko Noto (能登 麻美子, Noto Mamiko, Ishikawa, 6 de fevereiro de 1980) é uma dubladora japonesa afiliada a Office Osawa.

## Filmografia

### Anime
1999
- Super B-Daman, Hustler Nami

2000
- Boogiepop Phantom, Moto Tonomura
- Digimon: The Golden Digimentals, Kokomon
- Gate Keepers, Shun Ukiya's young self
- Ojamajo Doremi, Nanako Okada, Sachiko Ijūin
- Ojamajo Doremi Sharp, Fujio, Nanako Okada

2001
- Angelic Layer, Asuka Kitamura
- Comic Party, Rena Tsuchiya
- Detective Conan, Saki Yoshizawa
- InuYasha, Rin
- PaRappa the Rapper, Rosa Paddle
- X, Kotori Mono

2002
- Aquarian Age - Sign for Evolution, Arayashiki North
- Digimon Frontier, Floramon
- Full Metal Panic!, Shinji Kazama
- Kiddy Grade, Vendredi
- Naruto, Katsuyu
- Princess Tutu, Freya
- Tenchi Muyo! GXP, Yoshiko Yamada, Jun

2003
- Ai Yori Aoshi: Enishi, Chizuru Aizawa
- Ashita no Nadja, Alex, Phoebe
- Dear Boys, Satomi Anzaki
- Full Metal Panic? Fumoffu, Shinji Kazama
- Godannar, Momoko "Momochie" Momozono
- Gunslinger Girl, Elsa de Sica
- The Mythical Detective Loki Ragnarok, Verdandi
- Pokémon: Advanced Generation, Akina
- Rockman.EXE Axess, Shūko Kido
- Narutaru, Akira Sakura
- The World of Narue, Narue Nanase
- Yami to Bōshi to Hon no Tabibito, Hazuki Azuma

2004
- Azusa Will Help!, Azusa
- Burn Up Scramble, Lilica Evett
- Cho Henshin CosPrayers, Mitsuki Ikuta
- Elfen Lied, Yuka
- Girls Bravo, Yukinari Sasaki
- Kannazuki no Miko, Reiko
- Kino's Journey, Tei
- Diamond Daydreams, Kyōko Asahina
- Love Love?, Mitsuki Ikuta
- Maria-sama ga Miteru, Shimako Tōdō
- Melody of Oblivion, The Melody of Oblivion
- Mezzo DSA, Aiko Hasegawa
- Monster, Nina Fortner/Anna Liebert
- My-HiME, Yukino Kikukawa
- Onmyō Taisenki, Rina Asō, Shōshi
- Paranoia Agent, Tsukiko Sagi
- Sgt. Frog, Angol Mois
- School Rumble, Yakumo Tsukamoto
- Tactics, Yuri
- Yakitate!! Japan, Megumi Kimura

2005
- Ah! My Goddess, Sayoko Mishima
- Canvas 2 ~Niji Iro no Sketch~, Yurina Kimikage[3]
- Full Metal Panic!: The Second Raid, Shinji Kazama
- Ginban Kaleidoscope, Ria Garnet Juitiev
- Girls Bravo second season, Yukinari Sasaki
- Ichigo 100%, Aya Tōjō
- Jigoku Shoujo, Enma Ai
- Loveless, Hitomi Shinonome
- Lupin III: Angel Tactics, Poison Sophie
- My-Otome, Yukino Chrysant
- Mahou Sensei Negima, Nodoka Miyazaki
- Rockman.EXE Beast, Shūko Kido
- Shakugan no Shana, Hecate
- Solty Rei, Accela
- Starship Operators, Sanri Wakana
- Strawberry Marshmallow, Ana Coppola
- The Law of Ueki, Rinko Jerrard
- Trinity Blood, Esther Blanchett
- Windy Tales, Karin

2006
- Ah! My Goddess: Sorezore no Tsubasa, Sayoko Mishima
- Fate/stay night, Sir Bedivere
- Good Witch of the West Astraea Testament, Cisaria
- High School Girls, Ayano Sato
- Kenichi: The Mightiest Disciple, Shigure Kōsaka
- Jigoku Shōjo Futakomori, Enma Ai
- Kagihime Monogatari Eikyū Alice Rondo, Alice User and Tōko Tōkōin
- Kamisama Kazoku, Ai Tachibana
- Majime ni Fumajime: Kaiketsu Zorori, Wannu
- Mamoru-kun ni Megami no Shukufuku o!, Shione Sudo
- Negima!?, Nodoka Miyazaki
- Rockman.EXE Beast+, Kido Shūko
- School Rumble: 2nd Semester, Yakumo Tsukamoto
- Simoun, Rimone
- Soreike! Anpanman, Hime Hotaru
- Tactical Roar, Hakubi, Koyomi
- Ukkari Penelope, narration
- Witchblade, Masane Amaha
- xxxHolic, garota
- Yomigaeru Sora - Rescue Wings, Megumi Hasegawa
- Yume Tsukai, Satoka Sagawa

2007
- Anderson Stories: Ningyohime, Ningyohime
- Bakugan Battle Brawlers, Alice Gehabich
- Bokurano, Takami Komoda
- Clannad, Kotomi Ichinose
- Getsumento Heiki Mina, Minamo Haibara, Mina Akiyama
- Idolmaster: Xenoglossia, Naze Munakata
- Kimikiss pure rouge, Mitsuki Shijō
- Moyashimon, Aoi Mutō
- Mushi-Uta, Chiharu Kusuriya
- Nodame Cantabile, Sakura Sak
- Pokémon: Diamond and Pearl Movie: Dialga vs. Palkia vs. Darkrai, Alicia
- Princess Resurrection, Reiri Kamura
- Shakugan no Shana Second, Hecate, Fumina Konoe
- Shinkyoku Sōkai Polyphonica, Mailreit
- Sketchbook full color's, Tsukiyo Ōba
- Sola, Matsuri Shihō
- Tōka Gettan, Hazuki Azuma
- Trauma Center: New Blood, Cynthia Kazakov
- Wangan Midnight, Eriko Asakura
- Zero no Tsukaima: Futatsuki no Kishi, Tiffania Westwood

2008
- Allison & Lillia, Fiona
- Blade of the Immortal, Makie Otonotachibana
- Clannad After Story, Kotomi Ichinose
- Fantastic Detective Labyrinth, Yōko
- Ghost Hound, Sakie Ōgura
- Gunslinger Girl -il Teatrino-, Patricia
- Jigoku Shōjo Mitsuganae, Enma Ai
- Kaiba, Neiro
- Kanokon, Kōta Oyamada
- Kemeko Deluxe, Hayakawa Miura
- Linebarrels of Iron, Emi Kizaki
- Mnemosyne -Mnemosyne no Musumetachi-,Rin Asōgi
- Nogizaka Haruka no Himitsu, Haruka Nogizaka
- Persona -trinity soul-, Ayane Komatsubara
- A Certain Magical Index, Aisa Himegami
- To Love-Ru, Oshizu
- Zero no Tsukaima: Princesses no Rondo, Tiffania Westwood

2009
- 07-Ghost, Sister Rosalie
- Akikan!, Yell
- Birdy the Mighty Decode 02, Violin
- Maria-sama ga Miteru 4th, Shimako Tōdō
- Sengoku Basara, Oichi
- Queen's Blade, Tomoe
- Nogizaka Haruka no Himitsu ~Purezza~, Haruka Nogizaka
- Kimi ni Todoke, Sawako Kuronuma
- Kämpfer, Norainu Chissoku
- Taishō Baseball Girls, Yuki Soya
- A Certain Scientific Railgun, Aisa Himegami
- Valkyria Chronicles, Cordelia gi Randgriz
- Canaan, Hakko
- Aoi Hana, Shinako Sugimoto
- Seitokai no Ichizon: Hekiyou Gakuen Seitokai Gijiroku, Enma Ai & Lilicia Toudo
- InuYasha: The Final Act, Rin

2010
- Bakugan Battle Brawlers: New Vestroia, Alice Gehabich
- B Gata H Kei, Kazuki Kosuda
- Mayoi Neko Overrun!, Shimako Murasame
- Sengoku Basara 2, Oichi
- Toaru Majutsu no Index II, Aisa Himegami
- Kuragehime, Jiji
- Elsword, Eve

2011
- Bleach, Haruko
- Freezing, Sattelizer L. Bridgette
- Ikoku Meiro no Croisée, Shione
- Kaitō Tenshi Twin Angel, Aoi Kannazuki
- Kämpfer für die Liebe, Norainu Chissoku
- Kimi ni Todoke 2nd Season, Sawako Kuronuma
- Hanasaku Iroha, Tomoe Wajima
- Dororon Enma-kun Meramera, Yukiko-hime
- Mawaru-Penguindrum, Yuri Tokikago
- Nurarihyon no Mago: Sennen Makyo, Hagoromo Gitsune, Yamabuki Otome
- Rinne no Lagrange, Yoko Nakaizumi
- Shakugan no Shana III Final, Hecate
- Ro-Kyu-Bu!, Nayu Hasegawa

2012
- Zero no Tsukaima F, Tiffania Westwood
- Black Rock Shooter, Saya Irino
- To Love-Ru Darkness, Oshizu Murasame
- Lagrange: The Flower of Rin-ne, Yoko Nakaizumi
- Fairy Tail, Mavis Vermillion
- Gokujyo, Saya Abakane
- AKB0048, Haruna Kojima The 8th / Kojiharu / Sakuragi Chiharu
- Sket Dance, Koma Morishita
- La storia della Arcana Famiglia, Felicitá
- Muv-Luv Alternative: Total Eclipse, Inia Sestina
- Mobile Suit Gundam AGE, Wilna Janisty
- Oda Nobuna no Yabō, Yoshimoto Imagawa
- Gokicha!! Cockroach Girls, Gokicha
- Saint Seiya Omega, Aria (Athena falsa)
- Tari Tari, Shiho Okita
- Aikatsu!, Ringo Hoshimiya
- Hunter x Hunter, Kalluto Zoldyck

2013
- Fairy Tail, Mavis Vermillion
- Saint Seiya Ω, Aria
- Ro-Kyu-Bu! SS, Hasegawa Nayu
- AKB0048 Next Stage, Haruna Kojima The 6th / Kojiharu / Sakuragi Chiharu
- Uchōten Kazoku, Benten[4]
- Kami-sama no Inai Nichiyōbi, Scar
- The Devil Is a Part-Timer!, Yuki Mizushima
- Tamagotchi!, Coffretchi
- Coppelion, Ibuki Kajii
- Hunter x Hunter, Kalluto Zoldyck
- Unbreakable Machine-Doll, Lisette Norden
- Freezing Vibration, Sattelizer L. Bridgette

2014
- Akame ga Kill!, Schere
- Aldnoah.Zero, Orlane
- Donten ni Warau, Nishiki
- Fairy Tail, Mavis Vermillion
- Future Card Buddyfight, Sofia Sakharov
- Gokukoku no Brynhildr, Mako Fujisaki
- Knights of Sidonia, Yure Shinatose
- No Game No Life, Fil Nilvalen
- Noragami, Hiyori's mother
- Pupa, Sachiko Hasegawa
- Ryūgajō Nanana no Maizōkin, Yukihime Fugi
- Sengoku Basara: End of Judgement, Oichi
- Space Dandy, Z
- Shigatsu wa Kimi no Uso, Saki Arima
- Witch Craft Works, Evermillion
- Log Horizon 2, Upashi

2015
- Food Wars: Shokugeki no Soma, Hinako Inui
- Gangsta, Alex Benedetto
- Kantai Collection, Taihō
- Maria the Virgin Witch, Viv
- Magical Girl Lyrical Nanoha ViVid, Einhart Stratos
- To Love-Ru Darkness 2nd, Oshizu

#### 2016
- Fairy Tail Zero, Mavis Vermillion
- UMP9, Girls Frontline